# قنبلة عنقودية

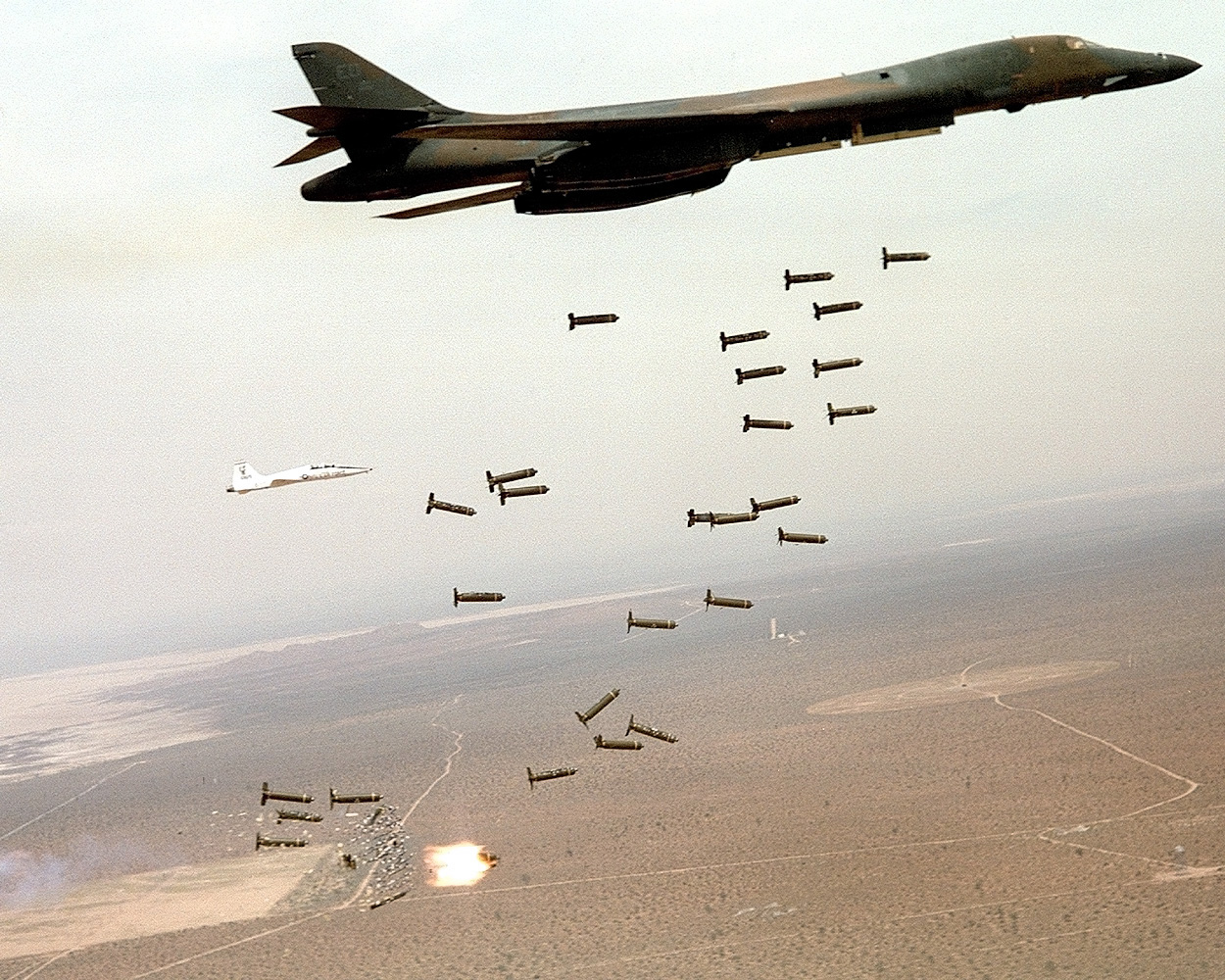
طائرة أمريكية تقصف قنابل عنقودية

القنابل العنقودية هي أسلحة تسقط من الجو أو تقذف من سطح الأرض. الغرض الأساسي من هذه القنابل هو قتل جنود العدو.

## تمهيد
تختلف أشكال واحجام ووسائط تفجير القنابل العنقودية ولكن وسيلة انفلاق الحاوية الرئيسية (القنبلة)التي تحوي على القنابل الصغيرة هي واحدة تقريبا حيث تحتوي على ALTIMETER FUSE، أي «باديء ينفجر حسب الارتفاع».
بعد انفجار الحاوية الام تنطلق القنابل الصغيرة فوق منطقة الهدف مسببة دمار وتلف للاليات والمعدات والأشخاص الموجودين هناك.
وبإمكان القنابل الصغيرة تغطية منطقة كبيرة ولكنها تفتقر للتوجيه الدقيق. ويتم قذفها من على ارتفاعات متوسطة أو عالية بما يزيد من احتمالات حيودها عن الهدف.
أما معدل فشلها فيعتبر كبيرا حيث يبلغ حوالي 5%، بمعنى أن كثيرا منها لا ينفجر ولكن يستقر في الأرض كألغام قد تنفجر ولو بعد مُضي سنوات. ويقال أن هناك آلاف منها في العراق تم استعمالها من قبل القوات المتحاربة في حرب الخليج الأولى كما تم استخدامه من قبل القوات الأمريكية لضرب ارتال الاليات العراقية ولضرب التجمعات العسكرية العراقية ولقصف محطات الرادار العراقية حيث ان هنالك أنواع تنفجر حسب قرب أي مصدر حراري منها وهناك ماينفجر حسب الاهتزاز الحاصل في الأرض نتيجة مرور الاليات التي يزيد وزنها عن ما يقارب 3اطنان.كما استخدمت في كوسوفو. كما ان في لبنان ما يقرب من المليون من القنابل العنقودية كان الجيش الإسرائيلي قد ألقاها في حرب تموز 2006 راح ضحيتها حتى الآن مئات من الأرواح.

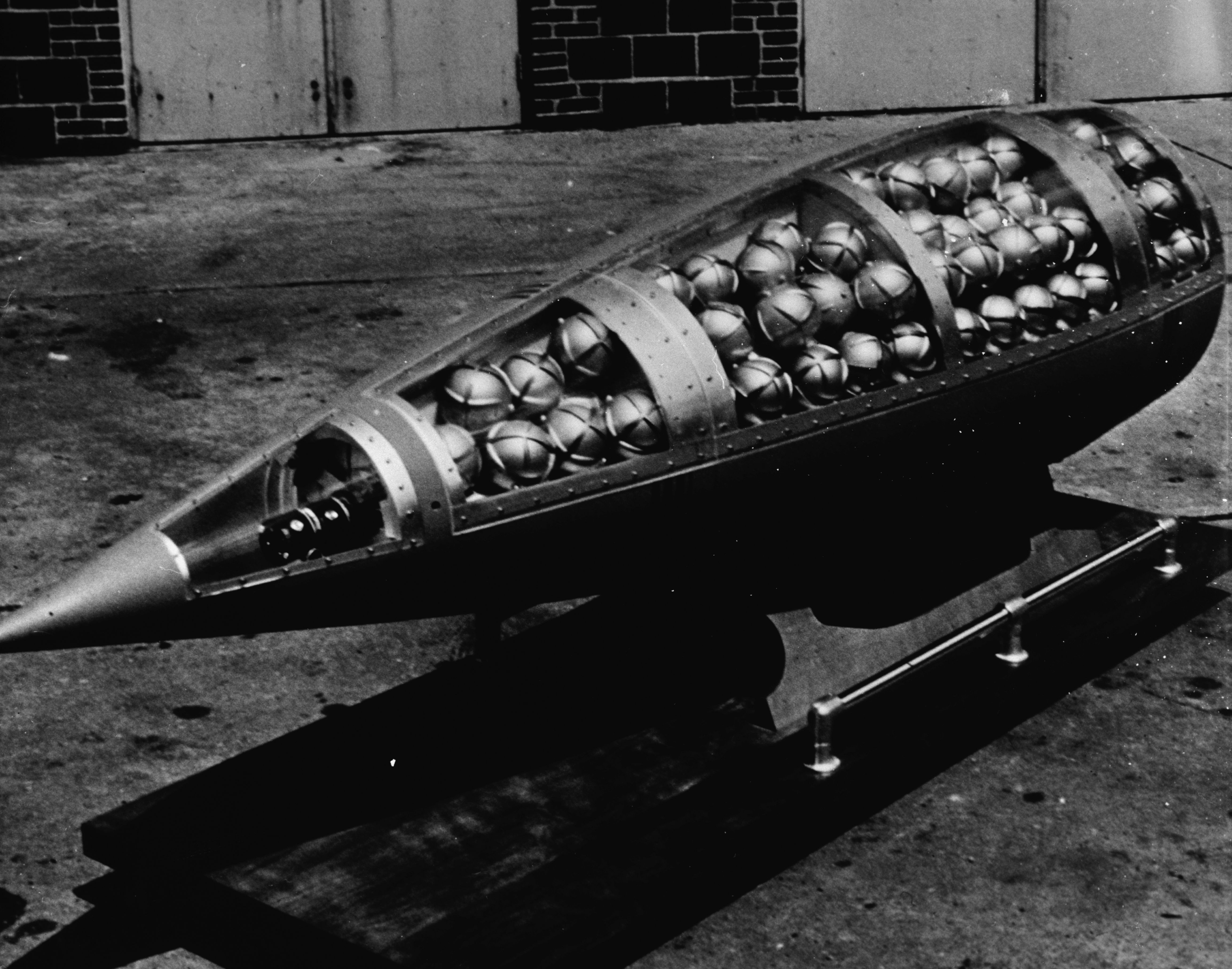
ALTIMETER FUSE

## التشغيل
ما أن تقع القذيفة حتى تأخذ بالدوران بسبب زعانف الذيل الذي يشبه ذيل السمكة السردين. ويمكن أن يتفاوت معدل الدوران بين ستة مراحل قد تصل إلى 2500 دورة في الدقيقة وقد تصل إلى 6000 دورة في الدقيقة وذلك حسب كبر القنبلة. وقد ضبطت العلبة كي تنفتح عند أحد الارتفاعات العشرة المحدد سابقا التي تبدأ من 100 متراً وتصل إلى 1000 متراً. ويحدد مستوى الارتفاع ومعدل الدوران المنطقة التي تنتشر فيا القنابل الصغيرة عندما تنفتح القنبلة.

## الانتشار
القنابل الصغيرة وعددها 202 هي اسطوانات صفراء اللون، تقارب في حجمها علب المشروبات- طولها 20 سنتيمترا وعرضها 6 سنتيمترات.
وأثناء سقوط القنبلة، تقوم أجزاء الذيل الذي توجد فيها أجزاء قابلة للانتفاخ بالمحافظة على توازنها كي تهبط ومقدمتها إلى أسفل.

## القنابل الصغيرة
تحتوي القنابل الصغيرة من نوع BLU-97/B على ما يلي:
- عنصر شحنة متفجرات ذات شكل خاص يساعد على خرق المدرعات
- عنصر عبوة معدة بحيث تتفتت إلى حوالي 300 شظية بعد الانفجار
- عنصر حلقة من الزركون الحارق لإشعال النيران

## المنطقة المتأثرة
يعتمد حجم المنطقة التي تغطيها القنابل الصغيرة على معدل دوران وارتفاع القنبلة عند انفجارها.
وتغطي عادة مساحة عرضها حوالي 200 متر وطولها 400 متر، أي ما يعادل حوالي ثلاثة ملاعب ونصف لكرة القدم.

## الانفجار
تحدث القنابل الصغيرة عند انفجارها أضرارا وإصابات في مساحة واسعة.
وبإمكان شحنة المتفجرات اختراق مدرعة يبلغ سمكها حوالي 17 سنتيمترا. ويصل طول نصف قطر المساحة التي يغطيها الانفجار إلى 76 متراً.
تحتوي أحد أنواع القنابل العنقودية على قنابل صغيرة تنجذب نحو الحرارة حيث تنطلق تلقائيا نحو العربات والمركبات العسكرية. وتستخدم أنواع أخرى من القنابل العنقودية لنشر الألغام الأرضية.
للمزيد من المعلومات حول الذخائر العنقودية الرجاءالضغط على: الذخائر العنقودية—اللجنة الدولية للصليب الأحمر

## مراجع

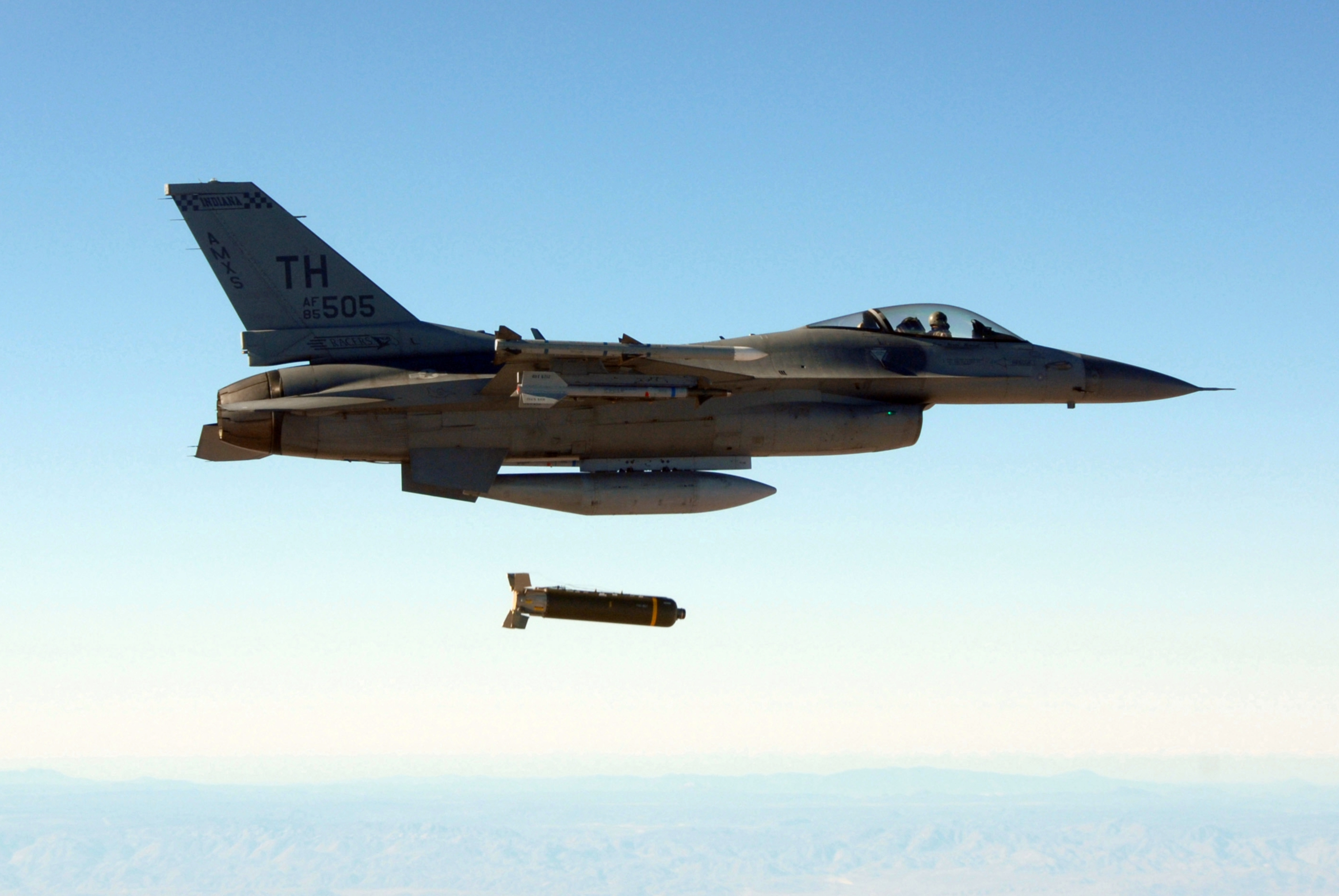
لف:F-16C_Indiana_ANG_drops_cluster_bomb_2007.JPEG

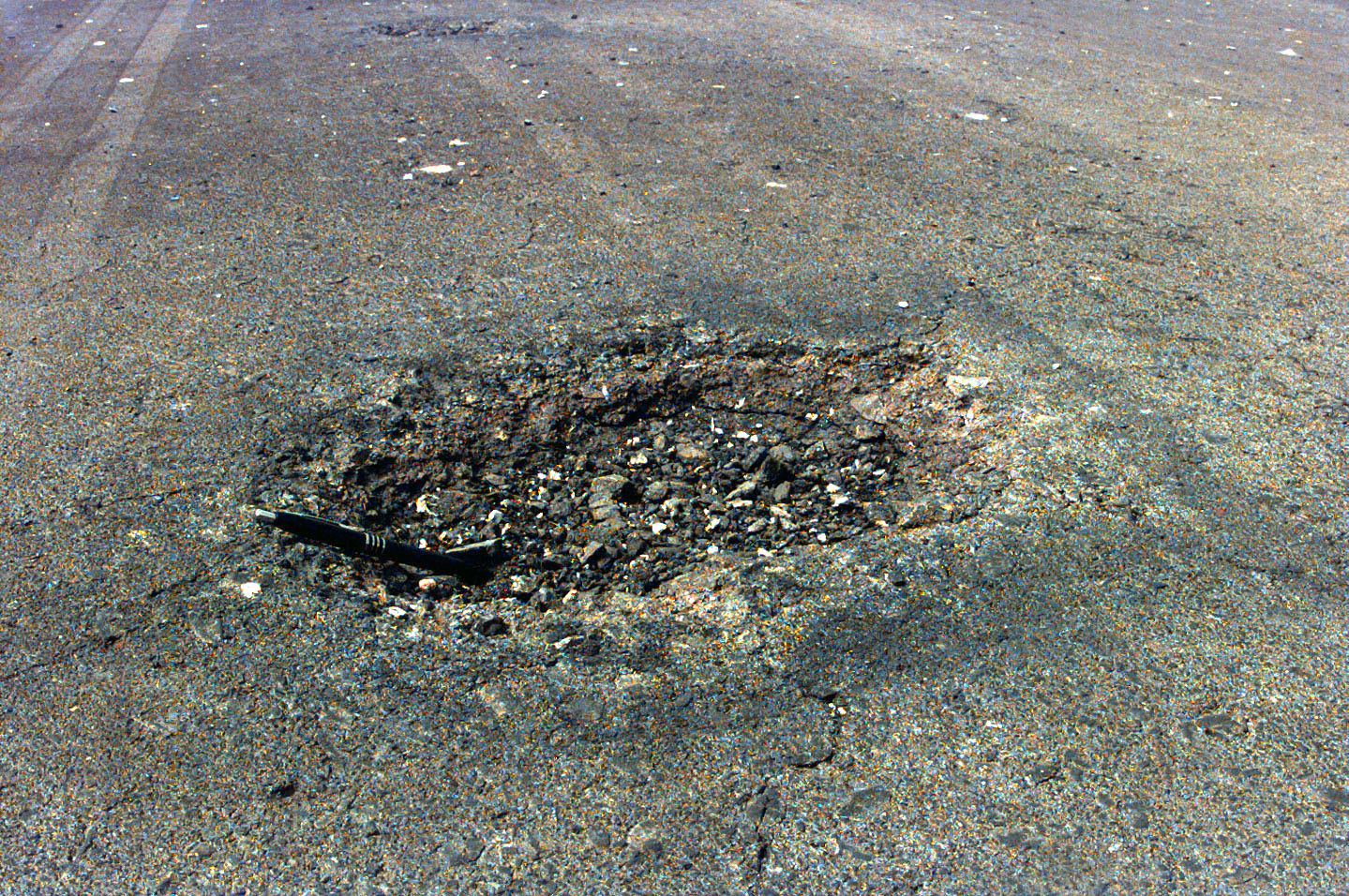
Shown is a close-up of the cluster bomb damage of the runway at Roberts International Airport, located outside of Monrovia, Liberia. The holes could be a hazard for aircraft landing at the airport

## أقرأ أيضا
- قنبلة ذكية
- قنبلة
- قنبلة يدوية
- انفجار هوائي